# Кусімово
Кусі́мово (рос. Кусимово, башк. Күсем) — присілок у складі Абзеліловського району Башкортостану, Росія. Входить до складу Ташбулатовської сільської ради.
Населення — 419 осіб (2010; 309 в 2002).
Національний склад:
- башкири — 97%

## Видатні уродженці
- Кусімов Тагір Таїпович — Герой Радянського Союзу.